# Ситно (озеро, Новгородская область)
Ситно — небольшое озеро в Валдайском районе Новгородской области. Расположено в центре Валдайской возвышенности в 1,5 км к северу от деревни Новая Ситенка Едровского сельского поселения, в 13 км к востоку от Валдая. Площадь озера составляет 1,1 км².Площадь водосборного бассейна — 80,4 км². Высота над уровнем моря — 186,6 м.
В озеро впадает река Лапуша, а вытекает река Ситная.

## Данные водного реестра
По данным государственного водного реестра России относится к Балтийскому бассейновому округу, водохозяйственный участок озера — Мста без р. Шлина от истока до Вышневолоцкого г/у, речной подбассейн озера — Волхов. Относится к речному бассейну реки Нева (включая бассейны рек Онежского и Ладожского озера).
Код объекта в государственном водном реестре — 01040200211102000021344.